# 胥吏
胥吏（しょり）とは、旧体制下の中国や朝鮮において、庶民でありながらも役人の仕事をする者を規定した用語である。正規の高等官僚としての官人と対応し、両者を併せ、「官人」の「官」と「胥吏」の「吏」で官吏と呼ばれる。

## 中国
用語としての初出は、南北朝時代後半に相当する梁の時代である。隋代に盛んに任用されるようになり、唐では流外官とも呼ばれた。宋代になって、科挙制度が確立するのと表裏一体をなすように、胥吏も法制上、明文化されて、清朝まで存続する。
その任用は、中央では政府の各部局、地方では地方の官庁に任命された官人が、民間の希望者を募集することによって行なわれる。身分は、当然、庶民のままであり、徭役に徴用されるのと同様の扱いである。よって、胥吏に俸禄は存在せず、必要経費的な名目で若干支給させる程度である。
胥吏にも職務体系が存在し、胥吏頭が徒弟制度によって配下を養成する仕組みが出来上がっていた。ただ、徭役に由来する胥吏には俸給がないので、職務上において関わりをもつ庶民より手数料を徴収することによって利を得て生活していた。それを「規例」や「陋規」などと呼んでいたが、実質的には賄賂と明確な区分ができず、庶民を搾取する結果となった。王安石の新法など胥吏に俸禄を支給して陋規を禁止させる改革も試みられたが失敗に終わっている。
胥吏頭は、任期に相当する年限が規定されており、その年限が満期となれば、職を離れなければならなかった。その場合に、下級の官人に任用する制度も存在したが、胥吏頭まで勤めた者は、その役得を忘れ得ず、名を変えることで実質的には再任される者が殆どであった。また、その権利を株として私有し、権利金を徴収して他人に貸与したりすることで、更なる利を得るようになった。
また、任期が切れると異動することを定められた官僚に対して、胥吏には土着の顔役的存在が徴用され、任期が切れても実質的な再任が行なわれ、また、徒弟制度による継承体制も存在したため、長らく同族や地縁的な集団によって寡占される傾向が強かった。
このような利を貪る体質と、それによって人民が苦を受けた行政制度上の甚だしい害悪が強調され、中国の旧体制の権化を表す用語として用いられる。

## 朝鮮
高麗では、地方の豪族が任命されていたが、中央集権制と両班による支配が確立されると、胥吏の地位は低下した。李氏朝鮮では、世襲の賎民とされ、特殊な服装を強制された。俸禄を支給されなかったので、不正や収奪が横行した。吏属、衙前ともいう。